# Saique
Saique (em árabe: سيق; romaniz.: Sayq‎) é uma cidade da província Interior e do vilaiete de Nizua, no Omã. Segundo censo de 2010, tinha 784 habitantes. Compreende uma área de 3,6 quilômetros quadrados.